# Öndeterminációs elmélet
Az öndeterminációs elmélet (angolul self-determination theory – SDT; más néven önmeghatározás-elmélet) egy pszichológiai elmélet, amelyet Edward L. Deci és Richard Ryan dolgoztak ki.

## Lényege
Az öndeterminációs elmélet az univerzális emberi szükségleteket veszi alapul. Azt állítja, hogy az embernek három veleszületett pszichológiai szükséglete van: a kompetencia, az autonómia és a kötődés. Amikor ezek teljesülnek, akkor vagyunk motiváltak, produktívak és boldogok. Az embernek veleszületett, belső motivációja az, hogy önálló legyen, önmagát irányítsa, és kapcsolatban legyen másokkal. Amikor ez a motiváció felszabadul, az ember többre képes és teljesebb életet él.